# Ivana Kobilca
Ivana Kobilca (20 de desembre del 1861 - 4 de desembre del 1926) fou una pintora realista eslovena.
Kobilca va viure, estudiar i treballar a diverses ciutats europees incloent-hi Viena, Sarajevo, Berlín, Múnic i París. En aquesta darrera ciutat va ser membre de la Societat Nacional de Belles Arts.
Moltes de les seves obres consisteixen en natures mortes, retrats i escenes campestres. Posteriorment, el seu estil va derivar cap a l'impressionisme.
Els seus quadres més coneguts són:
- Kofetarica (La bevedora de cafè, 1888).
- Citrarica (La citarista).
- Likarice (Les planxadores, 1891).
- Holandsko dekle (L'holandesa).
- Portret sestre Fani (El retrat de la germana Fani, 1889).
- Poletje (Estiu, 1889).